# وب سرور نهفته

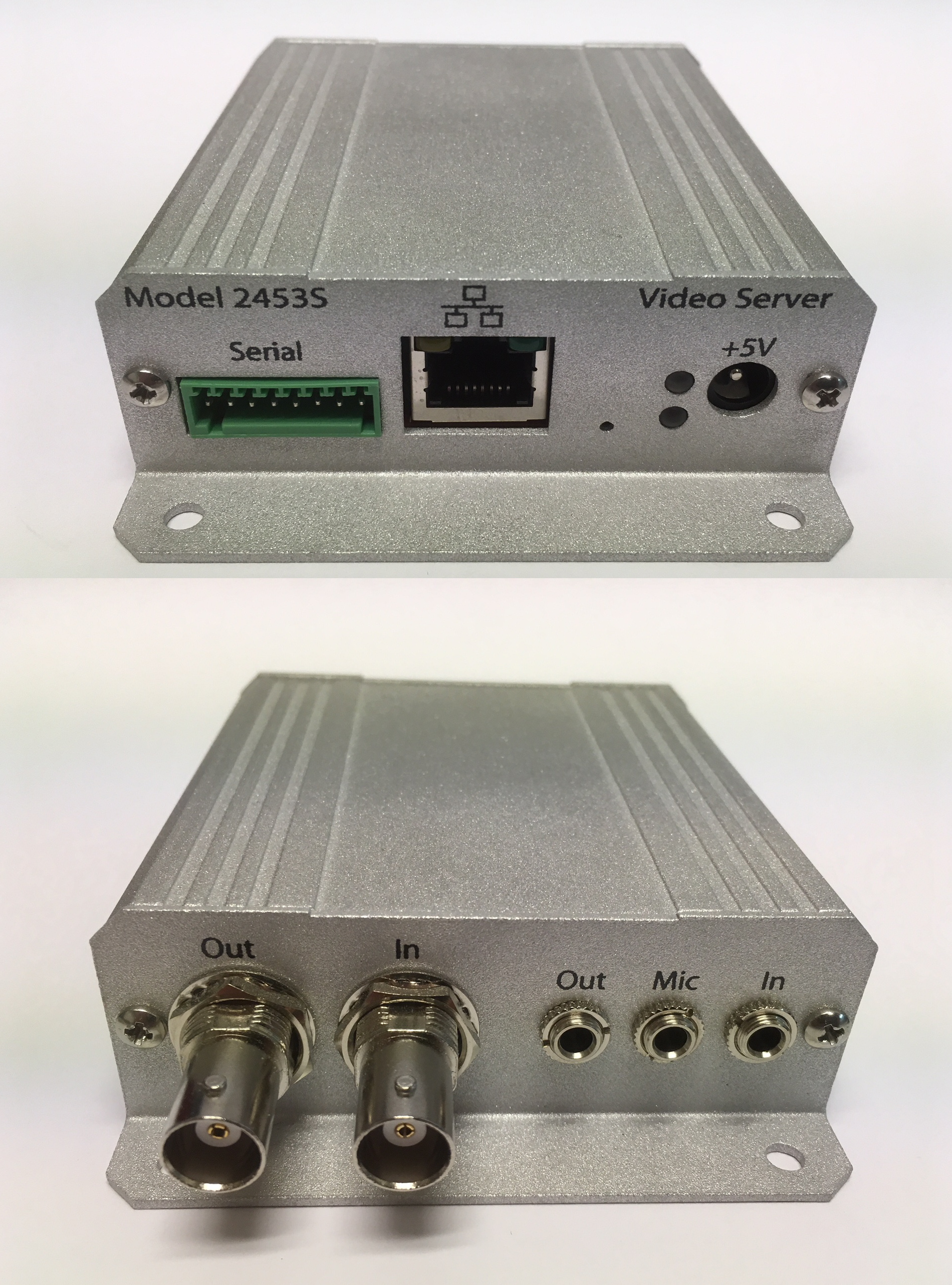
وب سرور نهفته

یک سرور اچ‌تی‌تی‌پی نهفته یا سرور وب نهفته (به انگلیسی: embedded HTTP Server) جزئی از یک سامانه نرم‌افزاری است که پروتکل HTTP را پیاده‌سازی می‌نماید. مثال‌هایی از کاربرد وب سرور نهفته شامل موارد زیر می‌شود:
- ارائه یک واسط تین کلاینت (انگلیسی: thin client interface) برای نرم‌افزارهای سنتی
- ارائه ابزارهای نمایه سازی، گزارش‌گیری، و اشکال زدایی حین مرحله توسعه نرم‌افزار
- برای پیاده‌سازی یک پروتکل جهت توزیع و دریافت اطلاعات به منظور نمایش در واسط‌های معمول
- به منظور توسعه یک برنامه کاربردی وب

تعدادی از مزایای استفاده از HTTP برای موارد بالا شامل:
- HTTP به خوبی مورد مطالعه قرار گرفته و شناخته شده‌است. به علاوه یک پروتکل چندسکویی است که پیاده‌سازی‌های رایگان و بالغی هم دارد.
- HTTP به ندرت به وسیلهٔ فایروال‌ها و روترهای اینترانت فیلتر می‌شود.
- کلاینت‌های HTTP (مانند مرورگرهای وب) به راحتی در دسترس هستند حتی برای  کامپیوترهای مدرن.
- تمایل رو به افزایشی برای استفاده از وب سرورهای نهفته در برنامه‌های کاربردی وجود دارد. این تمایل به موازات تمایل فزاینده برای شبکه‌های کامپیوتری خانگی و محاسبات فراگیر (انگلیسی: Ubiquitous Computing) قرار گرفته‌است.
- است.

## نیازمندی‌های معمول
محدودیت‌های طبیعی سیستم عامل‌هایی که وب سرورهای نهفته روی آن‌ها اجرا می‌شود، فهرستی از نیازمندی‌های کیفی (انگلیسی: non-functional requirements) را پیش روی وب سرورهای نهفته قرار داده‌است. برخی از این الزامات مورد نیاز شامل موارد زیر است:
- نیاز به مقدار «کم» RAM و ROM. اندازه دقیق بستگی به سیستم دارد، اما در بسیاری از موارد فضای مورد نیاز بیش از چند مگابایت قابل نهفته سازی نیست.
- حداقل استفاده از CPU
- پشتیبانی از cross compilation برای ترکیب ندین CPU و سیستم عامل
- ادغام آسان با برنامه‌های موجود از جمله static linking با سیستم عامل و نرم‌افزار.
- قابلیت خواندن و ارائه صفحات از حافظه موقت اگر هیچ فایل سیستم وجود نداشته باشد.
- پیشتیبانی حالت‌های تک نخه (انگلیسی: single thread) و چند نخه (انگلیسی: multi-thread)
- ماژولار بودن